# Rhizocarpon subareolatum
Rhizocarpon subareolatum är en lavart som beskrevs av E. S. Hansen. Rhizocarpon subareolatum ingår i släktet Rhizocarpon och familjen Rhizocarpaceae.   Inga underarter finns listade i Catalogue of Life.